# Осиекская ударная бригада
О́сиекская ударная бригада (сербохорв. Осјечка ударна бригада / Osječka udarna brigada) — воинское тактическое формирование Народно-освободительной армии Югославии (НОАЮ). Создана 1 марта 1944 года в селе Слободна-Власт, действовала в составе 12-й Славонской дивизии преимущественно на территории Славонии и Подравины. 1 октября 1944 года бригаде присвоено почётное звание «ударная». Наиболее значительную победу одержала 13 ноября 1944 года в бою за село Пишкоревци. С февраля по апрель 1945 года была подчинена 51-й Воеводинской дивизии. 14 апреля 1945 года первой вошла в освобождённый город Осиек. За боевые заслуги и вклад в победу над фашизмом награждена орденами «За заслуги перед народом» 1-й степени (1961) и «Братства и единства» 1-й степени (1980).
Первый командир Осиекской бригады Милан Йока и заместитель политического комиссара Перо Цар были удостоены в Югославии звания Народных героев.
Осиекская бригада была второй в составе НОАЮ по численности граждан СССР, воевавших в её рядах. В мае 1944 года в составе бригады была сформирована так называемая «русская» рота, а в августе — батальон. В целом партизанами бригады стали около 380 бывших советских военнопленных, принудительных рабочих и перебежчиков из 1-й казачьей дивизии вермахта. Некоторое время в Осиекской бригаде также действовала Немецкая рота имени Эрнста Тельмана, численность которой составляла 50 человек согласно донесению штаба 6-го Славонского корпуса от 10 августа 1944 года.
Советские граждане из состава бригады неоднократно отмечались за отличие в боях командованием 12-й Славонской дивизии и 6-го корпуса НОАЮ. В отчёте штаба корпуса, направленном 13 июня 1944 года в Главный штаб народно-освободительной армии и партизанских отрядов (ГШ НОАиПО) Хорватии, была отмечена вся «русская рота, которая своими контратаками на противника больше всего способствовала выходу из окружения подразделений Осиекской бригады», попавшей в засаду противника 29 мая 1944 года на участке между сёлами Чаглин и Мигаловци (Пожегско-Славонская жупания). После прихода в Славонию частей 3-го Украинского фронта в январе 1945 года несколько групп советских граждан бригады прибыли по указанию штаба югославской 3-й армии в распоряжение представителей советского командования на Вировитицком плацдарме. Остальные из-за сложной военной обстановки продолжали сражаться на хорватской земле до окончания войны.

## Предыстория
В годы Второй мировой войны Славония была составной частью Независимого государства Хорватия (НГХ), провозглашённого организацией усташей во главе с Анте Павеличем при покровительстве нацистской Германии и фашистской Италии. По определению историков Леонида Гибианского и Занелы Шмид, НГХ являлось по сути частью оккупационной системы, установленной на территории потерпевшей поражение Югославии. Преследование национальных меньшинств, начатое диктаторским режимом Павелича вскоре после обретения власти, привело к восстаниям и нестабильности, которые создали «идеальную питательную среду» для движения Сопротивления под руководством компартии Югославии (партизаны). Одним из очагов партизанского движения в Хорватии стала Славония. В июле — августе 1942 года 1-й Славонский партизанский отряд контролировал территорию, на которой находилось свыше 100 деревень и посёлков. С этого времени район сербских поселений Центральной Славонии превратился в ещё один (по определению историка Клауса Шмидера, второстепенный) театр военных действий. Центром концентрации партизанских формирований в регионе стал лесистый горный массив Папук и прилегающие к нему Билогора (на северо-западе), Крндийя (на востоке), Равна-Гора и Псунь (на юго-западе). Славонские партизаны связывали значительные силы оккупантов и их хорватских союзников, наносили удары домобранам, устраивали диверсии на линии коммуникации Белград — Загреб, имевшей большое значение для немецких войск на Балканах. Районы действий партизанских отрядов превращались в очаги восстания (Калник, Мославина, Хорватское Загорье, Покупье, Турополье). Рост партизанских сил в регионе и неспособность усташей и домобран справиться с ними вынудили немцев провести в течение 1943 года масштабные антипартизанские операции с кодовыми названиями «Браун» (20 марта — 2 апреля 1943 года), «Паула» (8—19 июля 1943 года) и «Вараждин» (14—25 июля 1943 года). Несмотря на это, решающего успеха в борьбе с партизанами немцы не достигли. Набиравшее силу движение Сопротивления в Славонии оттягивало на себя в конце октября 1943 года три немецкие дивизии 69-го резервного армейского корпуса и большую часть немецко-хорватской жандармерии. В конце 1943 года в Славонии действовал 6-й корпус НОАЮ в составе двух дивизий (12-я и 28-я), семи бригад (12-я, 16-я, 17-я, 18-я, 21-я, 25-я и Чехословацкая бригада «Ян Жижка»), а также 6 партизанских отрядов.
Самым крупным городом Славонии был Осиек. Здесь располагались значительные немецкие и усташско-домобранские воинские контингенты, учреждения германской полиции безопасности и службы безопасности, а также Усташской надзорной службы. Это затрудняло работу местных подпольных структур. Вместе с тем осенью 1943 года коммунистическое подпольное движение в Славонии и окрестностях Осиека составило мобилизационную базу для создания Осиекского партизанского отряда. Приток новых бойцов из Восточной Славонии, Осиека и его окраин создали условия для последующего формирования бригады, названной по имени крупнейшего славонского города.
На территории НГХ немецкими оккупационными властями для разных нужд использовались как рабочая сила советские военнопленные, содержавшиеся в лагерях в городах Загреб, Славонски-Брод и других местах, а также принудительные работники, мобилизованные на оккупированной территории СССР. Многие из них бежали из мест содержания и присоединялись к партизанам. Кроме того, осенью 1943 года на территорию НГХ была переброшена 1-я казачья дивизия. Её части обеспечивали охрану линий коммуникаций и неоднократно привлекались к антипартизанским операциям, в том числе на территории Славонии. При этом часть казаков перешла на сторону партизан. Так, по сообщению славонских партизанских военно-тыловых властей Дильского района от 13 ноября 1943 года, каждый день сопровождался прибытием беглых военнопленных и перебежчиков из немецких частей, добровольно переходивших с оружием на сторону НОАЮ. Около 60 человек вступили в Дильский и Осиекский партизанские отряды. По состоянию на 10 января 1944 года в Восточной группе партизанских отрядов 6-го Славонского корпуса числилось 102 советских гражданина, учтённых для упрощения в качестве русских и распределённых по следующим отрядам: Дильский отряд — 50 человек (русских — 27, украинцев — 23), Осиекский отряд — 63 человека.

## История бригады

### Март — август 1944
Осиекская бригада создана к 1 марта 1944 года в окрестностях села Слободна-Власт (община Леваньска-Варош) в составе 3 батальонов численностью около 600 человек, многие из которых уже имели боевой опыт. При формировании в бригаду вошли по одному батальону из Дильского и Пожегского партизанских отрядов, батальон из Чехословацкой бригады «Ян Жижка», укомплектованный хорватами и сербами, а также бойцы из Посавского партизанского отряда. 5 марта включена в состав 12-й Славонской дивизии 6-го Славонского корпуса.
Первый бой бригады состоялся 9 марта 1944 года. В этот день был атакован из засады домобранский 2-й самокатный батальон в окрестностях города Славонски-Брод. После прибытия подкрепления к противнику партизаны были вынуждены отступить. 13 марта Осиекская бригада устроила засаду на железной дороге Белград — Загреб к югу от села Сапци. Дождавшись около 11 часов ночи неприятельского поезда, партизаны взорвали мину под 5-м вагоном железнодорожного состава. Часть вагонов сошла с рельсов и опрокинулась. Немецкие солдаты из 4 передних вагонов успели высадиться и занять оборону. В течение последующего боя 22 немецких солдата были убиты, 27 ранены, один взят в плен. В бригаде погибли 6 человек и 11 были ранены. 29 марта бригада участвовала вместе с другими частями 12-й дивизии в масштабной диверсии на участке железной дороги Славонски-Брод — Перковци.
В период с 24 апреля по 8 мая 1944 года Осиекская бригада вместе с частями 12-й и 28-й Славонских дивизий 6-го корпуса вела в районе гор Папук оборонительные боевые действия против превосходящих сил немцев, усташей и домобран в ходе антипартизанской операции «Буря» (нем. Ungewitter). Наступление противника закончилось 8 мая 1944 года, но ещё до 16 мая Осиекская бригада вела бои с подразделениями немецкой 42-й егерской дивизии в районе села Слатински-Дреновац.
За этим последовали бои с частями 1-й казачьей дивизии вермахта и 4-й горнопехотной бригады домобранства, организовавшими наступление на освобождённую территорию в районе обороны 12-й Славонской дивизии. В ночь с 19 на 20 мая бригада атаковала превосходящие силы казаков в селе Якшич. Противник превосходил партизан численно и по вооружению и оказал ожесточённое сопротивление. После трёхчасового боя партизаны вынуждены были отступить. Вместе с тем в бою 15 казаков были убиты, 5 захвачены в плен. У партизан погиб 1 человек и ещё 17 были ранены. 24 мая 1944 года казаки и домобраны наступали на 12-ю Славонскую дивизию с нескольких направлений, тесня все её бригады и угрожая их расчленением и окружением. Стремясь перехватить инициативу, штаб дивизии отдал приказ всем бригадам атаковать неприятеля ночью в сёлах Чаглин, Маткович-Малой, Ориовчич, Горни-Слатиник и Дони-Слатиник. В ночь на 25 мая Осиекская бригада ударила по противнику в селе Чаглин и после двух с половиной часов боя принудила его отступить. В ходе последующих боёв бригада 29 мая попала в засаду усташей и домобран, но с большими потерями прорвалась из оперативного окружения на горе Диль, в районе между сёлами Чаглин и Мигаловци.
25 мая 1944 года немцы высадили воздушный десант в городе Дрвар с целью захвата Верховного главнокомандующего НОАЮ маршала Иосипа Броз Тито. В ответ на это Тито отдал приказ всем подразделениям армии о нанесении активных ударов по немецким объектам и коммуникациям. В полночь с 7 на 8 июня 1944 года бригады 12-й дивизии приступили к уничтожению железнодорожной линии Белград — Загреб в секторе Винковци — Банова-Яруга. Были подорваны 194 взрывных устройства, заложенных под железнодорожным полотном, узлами и механизмами железной дороги. Осиекская бригада, подавив сопротивление блокпостов и застав противника, разрушила дорогу в 63 местах и уничтожила десятки телеграфных столбов.
21 июня Осиекская бригада атаковала из засады на дороге между сёлами Брачевци и Разбоиште колонну 8-го полицейского батальона СС численностью около 800 солдат. После боя, длившегося около часа, противник бежал в направлении Крндии, бросив 25 убитых и 25 раненых солдат. Два полицая были захвачены в плен. Партизанам достались также две противотанковые 45-мм пушки, два тяжёлых пулемёта, один тяжёлый миномёт и большее количество другого оружия, снаряжения и боеприпасов. Потери бригады составили 2 убитых и 15 раненых.
В ночь на 24 июня Осиекская бригада, усиленная штурмовой ротой 18-й Славонской бригады, напала на немецкий опорный пункт в селе Крндия. Бой длился всю ночь, однако днём, в связи с прорывом подоспевшими немецкими подкреплениями кольца внешнего блокирования операции, бригада была вынуждена отойти. В итоге гарнизон Крндии не был разбит, но ему был нанесён существенный урон. Погибло около 110 немецких солдат. Бригада также понесла чувствительные потери.
В конце июня 12-я дивизия вела оборонительные бои против немецкой оперативной боевой группы в составе подразделений 1-й казачьей дивизии и усташей силой до 3 тысяч человек, наступавшей из города Славонски-Брод. Вечером 1 июля подразделения Осиекской бригады вступили в бой с немецкой колонной у села Пака. Противник потерял 15 солдат. Было захвачено 12 винтовок, один миномёт, восемь автоматов и две полевые кухни.
После этих боёв активность 12-й дивизии была сосредоточена на Пожегской котловине. Теперь части 6-го корпуса выполняли задачу обеспечения сбора урожая зерновых культур с площади в несколько тысяч моргов (сербохорв. jutro/jutara). Задание было приоритетным, так как Славония являлась житницей Хорватии. Зерном из освобождённых районов обеспечивались не только войска 6-го и 10-го корпусов, но и 4-го корпуса НОАЮ, действовавшего в Боснии. Битва за урожай продолжалась двадцать дней.
12—13 июля 3-й батальон осиекцев отразил с потерями личного состава продвижение на свободную территорию подразделений 1-й казачьей дивизии с направлений населённых пунктов Якшич и Плетерница. 17 июля Славонская дивизия занимала оборону на линии Церовац — Шумановци — Гране — Лукшье — Вражья-Шума — Бук. Ночью части 1-й казачьей дивизии численностью около 1500 человек после сильной артиллерийской подготовки атаковали партизанские позиции и оттеснили Пожегский партизанский отряд. Контратакой резерва Осиекской бригады казаки были остановлены у села Зарилац. Вместе с тем противник перегруппировал силы и продолжил атаки на направлении Грабарье — Цигленик, стремясь отбросить Осиекскую и 12-ю Славонскую бригады и овладеть линией коммуникации Плетерница — Кутьево. Неприятель обошёл позицию Осиекской бригады и оттеснил штурмовую роту с высоты 185, прикрывавшей направление Чосинац — Кутьево. Однако командование Осиекской и 12-й бригад приняло контрмеры и нанесло удары во фланги противника. Это вызвало панику в рядах казаков и их поспешное бегство. На поле боя остались тела 70 убитых, 3 человека попали в плен. Потери партизан оказались небольшими. В числе погибших была медицинский референт Осиекской бригады Хильда Маер, среди раненых — командир штурмовой роты Драго Перич и партизан «русской» роты лейтенант Красной армии Вячеслав Михайлович Митрюковский.
Отбив атаки немецких подразделений из состава 1-й казачьей дивизии у села Якшич и на позициях у села Зарилац, Осиекская бригада дважды (24—25 июля и 28—29 июля) обеспечивала транспортировку грузовых колонн через занятую немцами территорию и их переправу через реку Сава в расположение частей 4-го корпуса. На склады партизанской военной зоны было доставлено около 200 грузовых подвод зерна, собранного из района, который оборонялся 12-й дивизией. По итогам соревнования в июле 1944 года бригада была признана лучшей среди боевых подразделений 12-й дивизии. В этот период в её структуре была образована рота тяжёлого вооружения (сербохорв. prateća četa). В то же время бригада оставалась сравнительно малочисленной. В ротах насчитывалось от 30 до 50 человек.
В августе 1944 года 6-й Славонский корпус развернул боевые действия за освобождение Даруварской котловины и района города Пакрац, где в это время имелось 12 сильных укреплённых пунктов немецких, усташских и домобранских войск общей численностью около 6500 человек. 2 августа Осиекская бригада после четырёхчасового штурма освободила село Бадлевина. В это же время в Иваново-Селе возле населённого пункта Грубишно-Поле происходило формирование 4-го батальона бригады, завершившееся 2 августа. В новое подразделение вошли члены расформированного Даруварского партизанского отряда и бойцы бригады родом из СССР, составившие основу личного состава двух рот.
С 10 по 14 августа бригада вела бои с казаками и домобранами в районе населённых пунктов Сирач и Граховляни. 18 августа, прикрывая нападение 12-й Славонской ударной бригады на гарнизон города Грубишно-Поле, Осиекская бригада успешно предотвратила попытку прорыва к осаждённым со стороны 1-го батальона домобранского 4-го горного полка и 11-го усташского батальона. 21 августа приняла бой у села Херцеговац с казаками и усташами численностью около 500 человек и вынудила их отступить. В конце августа Осиекская бригада возвратилась в район горы Диль.

### Сентябрь 1944 — февраль 1945
В соответствии с приказом Верховного главнокомандующего НОАЮ от 17 августа 1944 года славонским партизанам надлежало организовать массированные диверсии на немецких линиях коммуникаций в период с 1 по 7 сентября 1944 года. Операция координировалась с авиацией западных союзников. 3 сентября в 23 часа Осиекской бригадой был ликвидирован опорный пункт на вокзале в селе Старо-Тополе, разрушен мост и взорваны рельсы в 35 местах. Следующей ночью на участке железнодорожной линии между Доня-Врба и Задубравье уничтожены мост, телефонно-телеграфная линия длиной около 2 км, разрушено полотно железной дороги в 30 местах. 4 сентября на железной дороге Винковци — Славонски-Брод ликвидирован укреплённый пункт на железнодорожной станции в селе Гарчин. Вечером 5 сентября уничтожен гарнизон в населённом пункте Стари-Перковци. В полночь с 7 на 8 сентября бригада ликвидировала опорный пункт в селе Врполе, где дислоцировались две роты 3-го егерского полка домобранства и около 60 немцев. Потери немцев и домобран составили убитыми около 70 человек, пленными 200 человек. Из числа пленных домобран 120 добровольно присоединились к партизанам. Бригада потеряла 3 человека убитыми 8 ранеными.
Действия славонских партизан на главной железной дороге против полностью деморализованных сил НГХ облегчались тем, что немецкое командование сосредоточило свои скудные ресурсы вокруг самых важных стратегических объектов и фактически сдало остальные. Однако это позволило немцам и их хорватским союзникам отбить 5—6 сентября атаку 12-й Славонской дивизии на Славонска-Пожегу. Осиекская бригада в нападении не участвовала, но вместе со всей дивизией понесла утрату: среди погибших оказался командир дивизии Никола Демоня, один из героев восстания 1941 года в Бании.
Во второй декаде сентября 1-й и 3-й батальоны бригады были направлены в район города Жупаня, где обеспечивали мобилизацию пополнения. В ряды бригады пришли около 600 человек, в том числе значительная часть бывших домобран. В ночь с 18 на 19 сентября бригада ликвидировала гарнизон в селе Гарчин и разрушила железнодорожное полотно в 200 местах. Гарчинский гарнизон составляли 200 усташей и около 50 немцев. Атаку вражеских позиций проводили 1-й и 3-й батальоны, соответственно, с запада и с восточной стороны села. Второй батальон обеспечивал прикрытие акции со стороны Славонски-Брода на позициях у сёл Задубравле и Трняни. В это же время 4-й батальон у села Андриевац удерживал направление со стороны города Винковци. В бою были убиты 35 солдат противника, захвачены 3 станковых и 3 ручных пулемёта, уничтожены 2 бункера. Взятием Гарчина завершился период боевых действий бригады на линии коммуникаций Белград — Загреб.
25 сентября началась Подравская наступательная операция 6-го Славонского и 10-го Загребского корпусов. В этот день, обеспечивая прикрытие штурма 18-й Славонской бригадой города Подравска-Слатина, осиекцы приняли бой у села Чачинци и принудили к отступлению отряд усташей силой около тысячи человек. В бою 11 солдат бригады погибли, семь получили ранения. На следующий день был предотвращён прорыв в Дони-Михоляц отступающих из Слатины подразделений противника.
1 октября 1944 года бригада стала именоваться ударной, а уже 5 октября Осиекская и 12-я Славонская ударные бригады овладели после 40-часового боя с домобранами и усташской железнодорожной охраной городом Вировитицей. 12 октября эти же бригады заняли с боем город Джюрджевац. С 13 по 17 октября Осиекская бригада участвовала в неудачном штурме города Копривницы. 13 ноября осиекцы одержали в бою в Пишкоревцах свою наиболее крупную победу, уничтожив в хорошо укреплённом селе целый немецко-хорватский полицейский батальон. Собственные потери бригады составили 23 человека, включая командира Миливое Бабаца-Обилича. В период с 17 по 24 ноября осиекцы участвовали в боях за город Нашице.
Сражение за Нашице стало кульминацией кампании 6-го Славонского корпуса, проводившейся с целью оказания помощи югославским войскам на Сремском фронте. В нём участвовали 9000 партизан. Интенсивность боевых действий отражает расход боеприпасов: одних патронов было истрачено 750 тысяч штук. Славонским бригадам удалось взять город почти сразу. Лишь часть защитников удерживала круговую оборону в укреплённом городском дворце. Однако партизанам не удалось устоять перед деблокирующими силами немцев. Два немецких батальона и несколько танков, отправленных со Сремского фронта, прорвали партизанский заслон. В конце концов, это позволило немцам одержать «пиррову победу». Их безвозвратные потери составили более 400 человек. 6-й корпус потерял менее половины от этого числа и отступил в горы в полном порядке.
В декабре бригада действовала в тылу немецких войск Сремского фронта. В первой декаде месяца её подразделения вели бои с немецкими колоннами, движущимися на участках дорог Широко-Поле — Джяково и Чепин — Вука. 14 декабря бригада совершила неудачное нападение на немецкий гарнизон в селе Широко-Поле, контролирующий дорогу Джяково — Осиек. Штурмовую группу составляли три батальона (1-й, 3-й и 4-й). Нападение началось в 2:00 ночи, но 3-й батальон при выдвижении сбился с курса в лесу и не смог принять участие в бою. К 11 часам двум атакующим батальонам удалось проникнуть в центр села. В это время в их тылу со стороны Осиека (из села Вука) развернулась колонна немцев силой 400—500 солдат, пробившаяся через заслон Чехословацкой бригады. 1-й и 4-й батальоны вынуждены были начать отход под огнём по открытой и труднопроходимой местности. Первому батальону удалось выйти из боя, но 4-й «советский» оказался в крайне тяжёлом положении. Его командир организовал поротное отступление подразделений. Немцы, поддерживаемые 5—6 танками, не отставали от отбивающегося батальона. Люди гибли один за другим. В итоге 4-й батальон понёс самые тяжёлые потери с момента формирования. В бригаде погибли 30 человек, 70 были ранены, 80 человек пропали без вести (через несколько дней значительная часть из них пробилась и вернулась в состав части), при этом большинство потерь пришлось на 4-й батальон.
В последней декаде декабря немцы начали вытеснение частей 12-й Славонской дивизии от своей линии коммуникации Джяково — Славонски-Брод, имевшей важную роль в обеспечении Сремского фронта. 23 декабря немецкие полицейские части и 15-й усташский батальон предприняли сильную атаку на Осиекскую бригаду в направлении села Леваньска-Варош. В ожесточённых боях, которые длились пять дней, немцы и усташи, действующие при поддержке танков, вынудили Осиекскую и пришедшую ей на помощь 12-ю Славонскую пролетарскую бригады отступить к северу от дороги Леваньска-Варош — Плетерница. Партизаны понесли большие потери. В последний день битвы, 27 декабря, погиб командир 12-й дивизии Милан Станивукович (посмертно отмечен званием Народного героя Югославии).

#### На Вировитицком плацдарме
После успешного завершения Батинской битвы войска 75-го стрелкового корпуса 57-й армии 3-го Украинского фронта достигли в первых числах декабря 1944 года венгерского города Барч, создав условия для соединения с частями 6-го и 10-го корпусов НОАЮ в районе города Вировитица. На основании ранее достигнутого соглашения между Верховным штабом НОАЮ и командованием 3-го Украинского фронта с 8 по 10 декабря на правый берег реки Драва были переправлены 703-й и 734-й полки 233-й Кременчугско-Знаменской стрелковой дивизии. С этого времени освобождённая территория с центром в Вировитице обрела значение оперативного плацдарма советско-югославских войск в Хорватии. За ней закрепилось название «Вировитицкий плацдарм».
В январе — начале февраля 1945 года Осиекская бригада принимала участие в боевых действиях на Вировитицком плацдарме, обеспечивая оборону со стороны Нашице и Джюрдженоваца.
После боёв за Широко-Поле и Леваньска-Варош бригаду отвели на 20-дневный отдых в сёла Милинац, Ченково и Паучье, после чего 20 января она переместилась в район сёл Горня-Мотичина, Доня-Мотичина и Вучак-Феричаначки, непосредственно к укреплённым пунктам немцев в Нашице и Джюрдженоваце. Зима 1944/1945 года была суровой и снежной, поэтому неприятель не часто покидал свои опорные пункты. Треть состава бригады регулярно занимала полевые позиции на линии Божиловац — Белевина, в то время как другие подразделения находились в сёлах. 22 и 23 января, а также в первые февральские дни бригада отбивала вылазки усташей 18-го ударного батальона и домобран из укреплённых пунктов в Нашице и Джюрдженоваце.
2 февраля Осиекская бригада предприняла неудачное нападение на немецкий опорный пункт в селе Доня-Мотичина, где в то время скапливались немецкие войска, готовящиеся к наступлению на Вировитицу. В приказе штаба 12-й дивизии от 1 февраля 1945 года указывалось, что силы противника в Доня-Мотичине составляют около 400—500 солдат. События 2 февраля показали, что эти данные были неверны. Действия бригады поддерживали две батареи горных орудий, две батареи противотанковых орудий и два тяжёлых миномёта. Атака началась в 6:00 утра. 1-й батальон нападал с запада и северо-запада, 4-й батальон — с юго-запада. С самого начала бой проходил тяжело, особенно после рассвета. Сила и плотность огня противника не давала продвигаться вперёд. Пространство, на котором атаковали батальоны, было открытым и партизаны несли потери. Видя, что перспективы достижения успеха нет, командование приостановило атаку. В результате ложной оценки сил противника Осиекская бригада потеряла 20 человек убитыми и 15 человек ранеными.
6 февраля в 6:30 утра немцы начали операцию с целью ликвидации Вировитицкого плацдарма под кодовым названием «Оборотень» (нем. Werwolf). Направление основного удара 91-го армейского корпуса вермахта, нанесённого силами 297-й пехотной дивизии и 7-й дивизии СС «Принц Евгений» при поддержке артиллерии и танков, пролегало через позиции Осиекской и Чехословацкой бригады. На фронте более 15 километров развернулись неравные бои двух партизанских бригад с многократно превосходящим их по силе противником.
Осиекская бригада занимала позиции, оборудованные по глубине в четыре оборонительные линии. Слева от неё находились подразделения 51-й Воеводинской дивизии, оборонявшейся на линии Црнац — Чаджавица — Стари-Растовац — Джюрин-Луг — Доне-Базие — Шибовац — Сенковци — Горне-Предлево — река Драва. Согласно приказу штаба 12-й дивизии от 29 января 1945 года, Осиекской и Чехословацкой бригадам была поставлена задача во что бы то ни стало предотвратить проникновение вражеских колонн из населённых пунктов Нашице, Джюрдженовац и Беничанци в направлении к сёлам Чачинци, Зденци и Обрадовац. Оборону двух бригад поддерживала немногочисленная дивизионная артиллерия.
В течение 6 февраля, после ожесточённых боёв, доходивших местами до рукопашных схваток, Осиекская и Чехословацкая бригады 12-й дивизии оставили сначала позиции на линии Горня-Мотичина — Валеновац — Феричанци — Зденци, а затем и запасную линию обороны Дузлук — Ораховица — река Ораховица и отступили на рубеж Кокочак — Хумляни — Миклеуш. Во второй день операции, ранним утром 7 февраля, подразделения 297-й пехотной и 7-й дивизий СС начали при поддержке артиллерии и танков атаку на позиции 8-й бригады 51-й дивизии, а также Осиекской и Чехословацкой бригад. На фронте шириной 10 км немцы действовали тремя боевыми группами. Им удалось прорвать оборону 8-й бригады около Миклеуша и овладеть этим важным перекрёстком дорог, ведущих к Подравска-Слатине, Вочину и Слатински-Дреновацу. Нарушение фронта и захват Миклеуша создали угрозу окружения Осиекской бригады на позициях возле села Хумляни. Опасаясь окружения, Осиекская бригада поспешно отступила в направлении Хумляни — Четиковац.
91-й корпус задействовал большую часть своих сил. Благодаря хорошей мобильности его части успешно маневрировали и быстро продвигались в Подравине и на северных склонах гор Папук. Немцы обошли позиции 12-й дивизии и левый фланг Осиекской бригады, а на правом фланге противник обошёл Чехословацкую бригаду. Левофланговый 1-й батальон Осиекской бригады был окружён. В особенно трудном положении оказалась его 1-я рота, потерявшая при прорыве из кольца многих своих бойцов и командиров. Тяжело пришлось 2-му батальону, оборонявшемуся на реке Вочинская. 1-й роте этого батальона довелось прорываться через Войловицу под сильным огнём немцев. Потери были значительными. Так, на момент прибытия в село Чералие рота насчитывала всего около 50 человек. Часть её солдат вместе со штабом и двумя ротами 2-го батальона прорвалась на Папук и осталась в Славонии.
В условиях немецкого прорыва бригада была расчленена и отрезана от остальных частей 12-й Славонской дивизии. Отступив в лес Лужняковац к западу от Миклеуша, осиекцы установили связь со 2-й бригадой 16-й дивизии. После овладения районом села Миклеуш 297-я дивизия развила наступление вдоль дороги Миклеуш — Подравска-Слатина, но здесь была задержана упорной обороной Осиекской бригады, 2-й бригады 16-й и 8-й бригады 51-й Воеводинских дивизий на линии села Чералие — лес Лужняковац — левый берег ручья Добровина — село Тополяк.
8 февраля подразделениям Осиекской бригады удалось у села Чералие оторваться от неприятеля и сформировать походную колонну для отступления. Вскоре бригада снова была настигнута и атакована. Отразить нападение помог батальон из 51-й Воеводинской дивизии. В ночь с 8 на 9 февраля Осиекская бригада миновала село Сухополе, продолжила движение к Вировитице и утром перешла по понтонному мосту Драву и прибыла в Барч. В тот же день её временно исключили из состава 12-й Славонской дивизии.

### Март — май 1945
После нескольких дней пребывания в Барче бригада перешла в Баранью, где её временно переподчинили командованию сначала 36-й, а затем 51-й Воеводинской дивизии. На новом месте она пополнила свои ряды, в её состав вернулась часть бойцов, излечившихся после ранений. Вместе с тем по своему вооружению Осиекская бригада уступала остальным бригадам 51-й дивизии, оснащённым советским оружием. Как и прежде, она располагала трофейным пехотным оружием.
Начиная с 7 марта, Осиекская бригада заняла позиции в районе Болманского плацдарма, а её 2-й батальон включился в тяжёлые бои за село Стари-Болман. По завершении боевых действий на плацдарме 2-й батальон Осиекской бригады был отмечен за проявленную храбрость в приказах по 3-й армии и 12-му Воеводинскому корпусу.
В ночь на 12 апреля бригада форсировала Драву и овладела селом Сарваш, расположенным на восток от Осиека. Удержать плацдарм ей не удалось, и под напором немецко-усташско-домобранских войск, отступающих со Сремского фронта, бригада была вынуждена отвести свои батальоны на левый берег Дравы. 13 апреля 4-й батальон Осиекской бригады совместно с подразделениями 7-й бригады и 36-й дивизии освободили село Йосиповац и продолжили продвижение к Осиеку. В этот же день 1-й и 3-й батальоны повторно заняли Сарваш и, преодолев совместно с 8-й Воеводинской бригадой в ночь с 13 на 14 апреля внешнюю оборону города, с восточного направления первыми вошли в Осиек. К 5 часам утра в город с запада вступили 7-я и 12-я Воеводинские бригады. В 5:30 утра командир 51-й дивизии объявил об освобождении Осиека, крупного промышленного центра Славонии. В ходе боёв за освобождение города и его окрестностей Осиекская бригада уничтожила 119 солдат противника и 169 захватила в плен. Общие потери бригады составили 212 человек, из них 35 человек были убиты, 152 — ранены, 2 человека утонули и 23 — пропали без вести.
В освобождённом Осиеке бригада оставалась до 22 апреля в резерве 3-й армии. В этот период она была возвращена в состав 12-й Славонской дивизии, довооружилась, поправила обмундирование личного состава, пополнила запасы боеприпасов. Вместе с тем структура бригады претерпела изменений: 4-й батальон был передан в состав 2-й Хорватской бригады ОЗНА. После этого, совершив шестидневный марш до села Шибеник, расположенного на юго-западе от Вировитицы, бригада в составе 12-й дивизии продолжила преследование отступающих немецких и усташско-домобранских войск. 28 апреля вела бои с казаками и усташами в районе села Брзая (Зринска).
В последние дни войны в Осиекской бригаде в ожидании скорого окончания боевых действий отмечались проявления снижения боевой морали и дисциплины, распространения призывов о «сохранении жизни» бойцов, а также отдельные случаи самовольного оставления солдатами её рядов. В то же время 3 мая бригада провела бой с усташами и казаками у села Ракитница, 5 мая — возле села Царевдар. После этого была выведена в состав дивизионного резерва. Совершая марш, имела локальные столкновения с небольшими отступающими неприятельскими группами. 15 мая Осиекская бригада участвовала в блокировании района сдачи в плен усташско-домобранских войск у Дравограда. 16 мая обеспечивала охрану собранного трофейного оружия. 17 мая бригада отправилась в Марибор, при этом один её батальон сопровождал военнопленных в лагерь, расположенный в этом городе. 18 мая бригада располагалась к югу от Марибора в селе Орехова-Вас, 19—20 мая — на отдыхе в селе Подова-Брезула. 21 мая осиекцы охраняли лагерь военнопленных в Мариборе. 22 мая 1945 года 12-я Славонская дивизия была передана из состава 3-й армии в 1-ю армию. Вскоре после этого Осиекская бригада возвратилась в Осиек. В мирное время местом её базирования был город Зренянин.

## «Русские» формирования бригады

### История
Уже со времени создания в оперативных документах бригады и 6-го корпуса встречаются сообщения о «русском» взводе. В мае 1944 года из числа советских партизан Славонии была сформирована 3-я «русская» рота (сербохорв. ruska četa) в составе 3-го батальона численностью 80—85 человек. Бригада пополнялась советскими военнопленными и принудительными рабочими, бежавшими в основном из лагеря в городе Славонски-Брод. Часть членов роты были перебежчиками из подразделений 1-й казачьей дивизии вермахта.
Первым командиром советской роты считают москвича Петра Москвитина. В отчёте штаба 6-го корпуса, в числе лиц, отличившихся в бою 29 мая, в качестве командира «русской» роты указан Александр Шляповский. Уже в документах, датируемых июнем 1944 года, командиром значится Павел Максимович Гутиков, который впоследствии стал заместителем командира 3-го батальона. В отчёте штаба 6-го корпуса от 13 июня 1944 года сообщается о ранении комиссара «русской» роты Фёдора Петрусова 18 мая в бою с черкесами (казаками 1-й казачьей дивизии) у села Ветово.
29 мая 1944 года 3-я рота 3-го батальона отличилась в бою на горе Диль в районе сёл Чаглин и Мигаловци. Отступавшая под давлением превосходящих сил противника Осиекская бригада попала здесь в засаду двух батальонов усташей и домобран. Сильный огонь с близкой дистанции и атака противника смяли её ряды. В этот критический момент 3-й батальон и его «русская» рота пошли в контратаку, отбросили противника и обеспечили прорыв основных сил бригады со всем тяжёлым оружием. После боя штаб 6-го корпуса в оперативном донесении штабу ГШ НОАиПО Хорватии отметил всю «русскую роту, которая своими контратаками больше всего способствовала выходу из окружения подразделений Осиекской бригады».
21 июня советские бойцы участвовали в нападении на крупную колонну противника у селения Брачевци на дороге Джяково — Нашице и вынудили спасаться бегством 8-й полицейский батальон СС.
В связи с ростом численности советских граждан в рядах Осиекской бригады штаб 6-го Славонского корпуса запросил 16 июня 1944 года разрешение ГШ НОАиПО Хорватии сформировать в составе бригады «русский» батальон. Ответ главного штаба гласил: «Формирование русского батальона нецелесообразно. Распределите русских по подразделениям». 20 июля 1944 года штаб 6-го корпуса доложил в ГШ НОАиПО Хорватии: «Русских в Осиекской бригаде укрепили сербами и хорватами и сформировали 4-й батальон». Создание батальона было завершено 2 августа 1944 года. Издание военно-исторического института в Белграде пишет, что в этот день был образован «русский» батальон Осиекской бригады. Первая и вторая роты состояли из граждан СССР, третья — из хорватов и сербов. Историк Александр Сидоренко упоминает командира «русского» батальона Павла Бутикова. Историки Михаил Семиряга и Владимир Козак пишут, что командиром 1-й роты был Дмитрий Гречанов. Вместе с тем, согласно сведениям Сидоренко, командиром роты «русского» батальона Осиекской бригады был Иван Григорьевич Гречаный. В монографии Здравко Цветковича значится командир роты 3-го батальона Иван Гричаный. Комиссаром «русского» батальона называют Леонида Головина (впоследствии погиб в бою). Ко времени создания батальона в бригаде было 147 советских граждан.
Советские граждане отличились при освобождении Вировитицы, Джюрджеваца и в бою в Пишкоревцах. За храбрость, проявленную в боях, советские воины бригады неоднократно отмечались в документах 12-й дивизии и 6-го корпуса. В списках отличившихся, кроме упоминавшегося выше П. М. Гутикова, значатся: пулемётчик Григорий Стефанович Болотов, командир роты 3-го батальона Иван Гречаный и боец Александр Летнев, пулемётчик Анатолий Алексеевич Мащенкин, командир взвода Иван Уколов (указан также как Укоков), командир роты Пётр Украинец, миномётчик Алексей Шмихалов, командир роты Александр Шляповский.
Вместе с тем у советских бойцов были не только успехи, но и неудачи. Согласно донесению штаба 6-го корпуса в ГШ НОАиПО Хорватии о боевых действиях в августе 1944 года, на рассвете 10 августа подразделения Осиекской и 17-й бригад атаковали опорный пункт противника в селе Граховляни, но после 20-минутного боя отступили ввиду превосходства сил неприятеля. Потери партизан составили 4 убитых и 23 раненых, из которых 12 были членами «русской роты». 14 декабря 1944 года в ходе боя за село Широко-Поле (северо-восточнее Джяково) 4-й батальон попал при отступлении Осиекской бригады под двухсторонний огонь противника, в том числе танков, и, выходя из под огня, понёс самые тяжёлые потери за время своего существования. Несмотря на потери, на 1 декабря 1944 года в бригаде числилось 258 советских граждан, а в конце этого месяца — 340.
23 декабря немцы начали из Джяково наступление против Осиекской бригады. Оно длилось 5 дней. Это были последние бои, в которых в составе бригады участвовал советский батальон. 29 декабря, по приказу штаба 6-го корпуса, «русская» 3-я рота 3-го батальона убыла первой на Вировитицкий плацдарм в распоряжение представителей Красной армии. За ними в течение января 1945 года последовали ещё несколько групп советских граждан.
Точные сведения о численности и потерях советского батальона отсутствуют. По оценке историка Т. С. Бушуевой, в рядах бригады воевали около 380 советских граждан. В неполном списке погибших партизан Осиекской ударной бригады значатся установочные данные и даты гибели 39 человек, среди них указан Иван Бандура.
За подвиги, совершённые в составе Осиекской бригады, сержанты Красной армии Павел Максимович Гутиков и Иван Григорьевич Гречаный награждены югославским орденом «За храбрость». Известно, что П. М. Гутиков в 1947 году также награждён Орденом Отечественной войны 2-й степени. Вячеслав Михайлович Митрюковский отмечен в 1957 году орденом Красной Звезды.

### Репатриация советских граждан
Процесс перехода советских граждан в распоряжение представителей советской армии отражён в штабной переписке хорватских партизан. Депеша Главного штаба НОАиПО Хорватии от 14 декабря 1944 года содержит указание штабу 6-го корпуса «проинформировать русских (граждан СССР) во вверенных подразделениях о том, что вопрос об их репатриации поставлен перед командованием Красной армии и будет решён по согласованию с советской стороной». К концу декабря решение было принято. В отчёте штаба 12-й дивизии в штаб 6-го корпуса о боевых действиях в районе села Леваньска-Варош, датированном 29 декабря 1944 года, сообщается об отправке 3-й «русской» роты 3-го батальона Осиекской бригады в полном составе (61 человек) через село Лонджица на Вировитицкий плацдарм в распоряжение Красной армии. Доклад содержит ссылку на сведения гражданских лиц, подтверждающих прохождение роты через Кутьево на Ораховицу. В документе имеются данные о составе вооружения советских бойцов: 4 пулемёта, 1 лёгкий миномёт, 1 лёгкий пулемёт, 4 автомата, 35 винтовок, 37 гранат, 2700 винтовочных патронов, 3500 пулемётных патронов, 370 автоматных патронов.
Переход советских граждан из подразделений 6-го корпуса осуществлялся в сложной военной обстановке боёв за Вировитицкий плацдарм. Ко времени прибытия роты в Вировитицу части 1-й казачьей дивизии были уже на окраинах города и рвались к переправе у села Терезино-Поле. В этой обстановке, согласно донесению 18-й Славонской бригады в штаб 40-й Славонской дивизии от 3 января 1945 года, «русская» рота 3-го батальона Осиекской ударной бригады по ходу следования в пункт назначения была временно придана для усиления 3-му батальону 18-й Славонской ударной бригады. 3 января 1945 года рота приняла участие в контрударе 32-й, 33-й и 40-й дивизий на западном секторе обороны Вировитицкого плацдарма. В ходе двухчасового ожесточённого ночного боя советские бойцы вместе с 3-м батальоном 18-й бригады с третьей атаки взяли высоту в районе южнее посёлка Голо-Брдо и отбросили подразделения немецкой 1-й казачьей дивизии СС к селу Шпишич-Буковица.
13 января 1945 года штаб 3-й армии НОАЮ адресовал 6-му и 10-му корпусам приказ следующего содержания:

Согласно договору с представителями Красной армии Вам поручается собрать всех советских граждан, независимо от того, кто, когда и как вступил в народно-освободительную армию.
Поручите вверенным подразделениям провести ревизию данных о личном составе, выделите тех, кого касается этот приказ, и соберите этих людей в штабе дивизии или корпуса для дальнейшей организованной отправки в расположение компетентного советского командования.
На каждого бойца комиссары батальонов должны подать комиссару бригады по возможности всестороннюю характеристику. В отношении каждого отправляемого предоставьте следующую информацию: № 1 и 2 — фамилия, отчество и имя, 3 — год рождения, 4 — гражданство, 5 — когда и где попал в плен, 6 — когда и как присоединился к партизанам, 7 — краткая характеристика за время пребывания в НОАЮ, 8 — примечание.
Сбор и отправку указанных лиц начать немедленно.
Вышеупомянутые граждане Советского Союза должны быть отправлены военными и гражданскими учреждениями в срок до 25 января 1945 года в село Цабуна, расположенное между населёнными пунктами Слатина и Сухополе. Указанным лицам надлежит выдать сухой паек на 3 дня. Личное оружие сдать, за исключением пистолетов.

В течение января 1945 года в Вировитицу, где располагался штаб одной из частей 233-й Кременчугско-Знаменской стрелковой дивизии, прибыли несколько групп советских бойцов. Остальные из-за сложной военной обстановки продолжали сражаться на хорватской земле.

### Версия о «русско-украинском» батальоне
По информации историка из Черновцов И. Г. Буркута, в составе 6-го ударного корпуса НОАЮ в Славонии действовал «русско-украинский» батальон под командованием капитана Милоша Вуйича-Бьелаца. Источником сведений указывается хорватский автор М. Вуичич и его публикация в журнале русинов и украинцев Хорватии «Нова Думка». Единственный «русский» батальон в 6-м корпусе был в составе Осиекской бригады. Здесь воевало и большинство партизан 6-го корпуса — югославских украинцев по происхождению. Так, в ноябре 1944 года 44 из 64 украинцев Славонского корпуса значились именно в рядах Осиекской бригады. В отчёте 12-й Славонской дивизии содержатся данные о пребывании по состоянию на 1 декабря 1944 года в рядах Осиекской бригады 36 из 44 украинцев этого соединения.

## Национальный состав бригады
По данным штаба 12-й Славонской дивизии по состоянию на 1 июля 1944 года, в Осиекской бригаде по списку значилось 939 человек, в том числе: сербов — 417, хорватов — 338, граждан СССР — 102, немцев — 29, чехов и словаков — 13, поляков — 11, венгров — 7, итальянцев — 6, словенцев — 5, украинцев — 5, евреев — 3, мусульман — 3.
По состоянию на 1 августа 1944 года в Осиекской бригаде числились 1052 бойца, в том числе: сербов 442, хорватов — 352, граждан СССР — 147, немцев — 50, итальянцев — 18, чехов и словаков — 14, поляков — 9, украинцев — 7, мусульман — 4, словенцев — 4, венгров — 3, евреев — 2.
Согласно данным того же штаба по состоянию на 1 декабря 1944 года, в Осиекской ударной бригаде по списку значились 1717 человек, в том числе: хорватов — 826, сербов — 362, граждан СССР — 258, итальянцев — 157, украинцев — 36, мусульман — 23, чехов и словаков — 22, венгров — 13, немцев — 7, поляков — 7, словенцев — 4, евреев — 1, черногорцев — 1.

## Память
В 1952 году в Загребе был издан альбом «Slavonija u borbi: 1941—1945» с разделом, посвящённым Осиекской ударной бригаде.
- 1-й батальон, Славония, 1944 год
- 2-й батальон, Славония, 1944 год
- 3-й батальон, Славония, 1944 год
- 2-я рота 2-го батальона, Славония, 1944 год

В 1979 году в селе Слободна-Власт (община Леваньска-Варош) был открыт памятник 27-й Осиекской ударной бригаде. В настоящее время мемориал значится в списке снесённых памятников.
В 1981 году в СФРЮ опубликовали монографию Здравко Б. Цветковича «Осиекская ударная бригада».
«Русскому» батальону Осиекской бригады, как одному из двух самых крупных подразделений НОАЮ, сформированных из граждан СССР, уделяли большое внимание советские и югославские исследователи. Ему, в частности, посвящена глава Г. К. Платонова «По сигналу красной ракеты» в сборнике «О чём не говорилось в сводках», вышедшем в СССР в 1962 году.

### Комментарии
1. ↑  Русскими в Югославии по установившейся традиции во время Второй мировой войны называли граждан СССР и военные формирования НОАЮ, состоявшие полностью или частично из советских граждан — представителей многих национальностей СССР[5].
2. ↑  В начале января 1943 года, в период подготовки широкомасштабной операции «Вайс», в штабе Главнокомандования немецкими войсками на Юго-Востоке серьёзно обсуждалась возможность проведения антипартизанской акции в первую очередь против партизан Славонии. В итоге, однако, приоритет был отдан плану, по которому в первую очередь следовало уничтожить основные силы НОАЮ в Боснии и Герцеговине[11].
3. ↑  Речь идёт о 1-м Посавском ударном батальоне, созданном летом 1943 года для борьбы с четниками. Командиром батальона был назначен Милан Йока. 26 октября 1943 года подразделение вошло в состав Чехословацкой бригады 6-го Славонского корпуса (с 3 ноября в составе 12-й Славонской дивизии)[22][23].
4. ↑  В качестве трофеев было захвачено 75 винтовок, 1 пулемёт, около 130 тысяч различных патронов, 186 мин для тяжёлых и лёгких миномётов, ручные гранаты и другое военное имущество и материалы[25].
5. ↑  В этой акции приняли также участие 18-я Славонская бригада, 3-й батальон 21-й Славонской бригады 28-й дивизии и 1-й батальон Дильского партизанского отряда. В ходе акции уничтожались рельсовые пути, электрические и телеграфные столбы, изоляторы, был взорван один железнодорожный поезд[25].
6. ↑  Операция по ликвидации партизанских формирований в районе Сухополе — Вочин — Славонска-Пожега — Нашице — Подравска-Слатина проводилась силами 42-й егерской дивизии и приданных ей частей: 1-го полицейского полка СС, 6-го и 9-го полицейских батальонов; 15-го, 16-го и 18-го батальонов 2-й усташской оперативной бригады (хорв. 2. stajaći djelatni zdrug); домобранских 4-й горнопехотной и 6-й гарнизонной бригад, 2 батальонов мобильной бригады и ряда других подразделений. Всего к операции привлекались около 33 тысяч солдат, усиленных сотней лёгких танков (итальянского и французского производства) и самоходными орудиями. Немцы и хорваты блокировали контролируемые партизанами районы и развернули наступление пятью боевыми группами с направлений от Вировитицы, Подравска-Слатины, Дарувара, Нашице и Славонска-Пожеги. В течение 12 дней они прочёсывали горные районы Папука, Псуни и Равна Горы, стремясь окружить и уничтожить партизанские бригады 6-го корпуса. Маневрируя и отбиваясь от немцев, усташей и домобран, партизаны уклонялись от прямого противостояния с численно превосходящим противником. В ряде мест велись ожесточённые бои, переходящие в рукопашные схватки. В итоге, 6-му Славонскому корпусу удалось сохранить подавляющее большинство своих сил. Безвозвратные потери партизан составили 417 человек убитыми. Была утрачена часть партизанской инфраструктуры: 197 сооружений, 3 госпиталя, 3 мастерские, 6 мельниц, 4 лесопилки, 4 столярных мастерских, 2 локомотива, 3 железнодорожных моста, ряд кожевенных и швейных мастерских, пекарен и других производственных объектов и складов. Общие потери немецких, усташских и домобранских частей составили 243 человека, в том числе 63 убитых, 134 раненых, 46 пропавших без вести[26][27].
7. ↑  В числе отличившихся в бою был отмечен боец «русской» роты Павел Гутиков[29].
8. ↑  В отчёте 12-й дивизии в штаб 6-го корпуса от 21 июня 1944 года сообщается о ранении в этом бою командира «русской» роты П. М. Гутикова[32].
9. ↑  Битве за урожай предшествовало совещание руководства хорватской усташской администрации из Славонии, Срема и Боснийской Посавины, а также представителей командования немецких, усташских и домобранских воинских частей, состоявшееся 21—22 июня 1944 года в городе Вуковар. На совещании подчёркивалась важность вывоза славонского зерна, так как к этому времени немцы утратили возможность собственного снабжения за счёт оккупированной Украины. В Вуковаре были согласованы мероприятия обеспечения сбора урожая, его молотьбы и транспортировки в Германию[36].
10. ↑  В нападении на Бадлевину участвовали все три дивизии 6-го корпуса: 12-я, 28-я и 40-я. По приказу командира корпуса от 30 июля 1944 года, штурм гарнизона возлагался на Осиекскую бригаду. Другие партизанские части осуществляли прикрытие операции. Штурм начался 2 августа в 3 часа ночи и длился до 7 часов. В 7 часов гарнизон Бадлевины капитулировал. На стороне домобран погибли 41 человек, 25 были ранены. В плен попали 78 человек. Были захвачены 8 пулемётов, 70 винтовок и различное другое снаряжение и материалы. Потери бригады составили 4 человека убитыми и 34 ранеными[36].
11. ↑  Во время боя взяты трофеи: две пушки, один тяжёлый миномёт, 12 пулемётов, 180 винтовок, около 2500 мин и гранат, инструменты, две радиостанции и много другого имущества[41].
12. ↑  В отчёте штаба 6-го корпуса № 28 от 10 сентября 1944 года, адресованном Главному штабу народно-освободительной армии и партизанских отрядов Хорватии, Осиекская бригада отмечалась как положительный пример высокого уровня дисциплины и боеспособности, несмотря на присутствие в её составе 70—80% бывших домобран[44].
13. ↑  Осиекская и 12-я бригады выделяли для атаки на Джюрджевац по 3 батальона, оставив по одному батальону в резерве. Действия атакующих поддерживали 8 приданных артиллерийских орудий. Чехословацкая бригада прикрывала направление со стороны города Бьеловар, 4-я бригада и кавалерийский эскадрон находились в резерве в районе дороги Бьеловар — Джюрджевац. Усташи и домобраны потеряли за время штурма города около 150 человек погибшими. Партизанами были захвачены две 75-мм пушки (повреждённые), одно противотанковое 37-мм орудие, три миномёта, 12 различных пулемётов, 70 винтовок, шесть грузовых автомобилей, пять автобусов, 5 мотоциклов и другое оборудование. Были подбиты также два танка. Потери Осиекской и 12-й бригады составили 12 убитых и 68 человек раненых. По результатам боя за Джюрджевац, командование 6-го корпуса отметило действия бойцов и командиров 2-го и 3-го батальонов Осиекской бригады и поставило их в пример другим. Приказ был зачитан перед строем подразделений дивизии[48].
14. ↑  В партизанских формированиях Славонии в это время числилось 120 граждан СССР. Согласно примечанию Военно-исторического института г. Белграда — это были перебежчики из состава 1-й казачьей дивизии[66].
15. ↑  Согласно воспоминаниям И. Г. Гречаного, в Осиекской бригаде был командир второй роты Иван Москвитин[72]. В публикации от 1975 года упоминается Иван Васильевич Москвитин, учитель из Краснодарского края, погибший в бою за село Пишкоревци[73]. В списке погибших партизан Осиекской бригады значится Иван Москвита, 02.06.1920 года рождения, уроженец «Роджонискиевского» края СССР (Rodžoniskijevski kraj), погиб в 1944 году[74]
16. ↑  Согласно монографии Цветковича, «русским» стал 3-й батальон бригады. Его рота тяжёлого оружия была укомплектована бойцами из числа представителей югославских национальностей[79].
17. ↑  Согласно подписи под фотографией «русского» батальона Осиекской бригады, опубликованной в 1952 году под номером 916 в альбоме «Slavonija u borbi 1941—1945», командиром батальона был «товарищ Петр (Pietr)», который был ранен 7 раз[21].
18. ↑  Иван Григорьевич Гречаный был уроженцем Полтавской области. 12 декабря 1941 года он попал в плен под Вязьмой. После пребывания в лагерях военнопленных под Вязьмой и Смоленском был отправлен в лагерь в Югославию. Оттуда бежал с 11 товарищами к партизанам и стал бойцом «отдельного русского батальона» Осиекской бригады, командиром которого был Павел Бутиков (сохранено авторское написание фамилии). Сначала воевал рядовым бойцом, затем стал командиром отделения, взвода и роты, а после «героической смерти Павла Бутикова» — командиром «русского» батальона. За отличие в освобождении Вировитицы был награждён орденом «За храбрость». После войны жил в селе Дибровка Миргородского района, где работал механизатором местного конного завода[80].
19. ↑  Одними из первых советских партизан Хорватии стали освобождённые Калникским отрядом из немецкого плена в декабре 1942 года офицеры Красной армии Иван Васильевич Бандура, Даниил Павлович Гвоздик, Семён Михайлович Кухаренко, Владимир Васильевич Лепёшкин и Николай Герасимович Фостик. Об этом событии сообщила 22 декабря 1942 года газета партизанского движения освобождения Югославии «Борба»:  «Хорватские партизаны получили большую победу. В Хорватском Загорье они освободили из немецкого плена пятерых советских офицеров…» По указанию Верховного Главнокомандующего НОАЮ, все офицеры были распределены по разным партизанским корпусам. Младший лейтенант Иван Васильевич Бандура (1914 года рождения, уроженец села Новая Басань) был направлен в Славонский корпус (с октября 1943 года — 6-й Славонский), который действовал в Хорватии. По сведениям историка Ивана Очака, Иван Бандура воевал в Славонии командиром Посавского батальона, погиб осенью 1944 года вскоре после освобождения Белграда в бою с немецкими танками. В электронной базе данных портала «Память народа» значится пропавшим без вести. В НОАЮ наименование «Посавский батальон» имел 1-й Посавский ударный батальон, сформированный летом 1943 года в составе Славонского корпуса для борьбы с четниками. 26 октября 1943 года батальон влился в состав новосформированной Чехословацкой бригады 6-го Славонского корпуса. 1 марта 1944 года передан на формирование Осиекской бригады[94][95][68][96].
20. ↑  В довоенной Югославии проживало несколько десятков тысяч русинов и украинцев — выходцев из Закарпатья, Пряшевщины, Лемковщины, Галиции и Буковины. Их объединяли общая религия (греко-католичество), сходные язык и культура. При этом, нередко члены одной семьи пользовались разными этнонимами: образованная молодёжь чаще воспринимала новое национальное имя «украинцы»[105]. На территории НГХ немало русинов и украинцев воевало в партизанских отрядах Славонии[106].
21. ↑  В донесении штаба 6-го корпуса в Главный штаб НОАиПО Хорватии от 16 июня 1944 года содержится упоминание о пребывании в состоянии формирования немецкой роты[77].
22. ↑  В донесении штаба 6-го корпуса в Главный штаб НОАиПО Хорватии от 10 августа 1944 года сообщается, что немецкая рота Осиекской бригады состоит из 50 человек[112].